# Dreamfall Chapters
Dreamfall Chapters — эпизодическая компьютерная игра в жанре квеста, являющаяся прямым продолжением игры Dreamfall: The Longest Journey и частично затрагивающая события The Longest Journey. Dreamfall Chapters представляет собой трёхмерную игру с упором на взаимодействие с персонажами, исследование игрового мира и решение головоломок. Первый из пяти эпизодов игры вышел в продажу на PC 21 октября 2014 года, а последний — 17 июня 2016 года. Окончательный вариант игры, The Final Cut, увидел свет 5 мая 2017 на PlayStation 4 и Xbox One и 21 июля на ПК.
Действие игры разворачивается в двух параллельных мирах — Старке, антиутопичном будущем Земли, и Аркадии, его магическом мире-двойнике. Сюжет Chapters продолжает начатую в Dreamfall историю, главная героиня которой, Зои Кастильо, раскрыла преступный заговор с целью кражи снов обитателей обоих миров и захвата власти над ними, но была предана и брошена в коме в конце предыдущей части. В Chapters ей предстоит заново найти своё предназначение в жизни, и создатели описывают главную тему игры как «главы/периоды жизни».
Игру создала независимая норвежская студия Red Thread Games по лицензии Funcom (владельца прав на серию) под руководством создателя обеих предыдущих частей Рагнара Тёрнквиста. Её разработка была профинансирована фанатами серии, пожертвовавшими более полутора миллионов долларов через сайт Kickstarter, и Норвежским институтом кино. Немецкая компания Deep Silver выпустила игру на консолях, а в России издателем на консолях стала Бука, однако без официального перевода.

## Игровой процесс
Dreamfall Chapters изначально создавалась в четвёртой версии игрового движка Unity, но была портирована на пятую перед выходом четвёртого эпизода. Игра состоит из трёхмерных уровней, размер которых намного больше локаций в Dreamfall и рисованных двухмерных задников в TLJ. В игре нет полностью открытого мира, но некоторые локации (например, Европоль и Меркурию) можно исследовать независимо от основного сюжета ради секретов и дополнительных сведений о мире игры. Уровни видоизменяются по ходу сюжета, отражая течение времени в игре.
Игровые персонажи управляются клавиатурой (клавишами WASD) и мышью с видом от третьего лица. Игрок взаимодействует с предметами и персонажами, подсвечиваемыми на экране, наводя на них курсор мыши и выбирая нужное действие из контекстных меню. Игра поддерживает геймпады, однако «затачивалась» под клавиатуру и мышь. Ударение в игровом процессе делается на изучение мира и сюжета игры и на решение головоломок. Примерно половина игрового времени уходит на диалоги и на головоломки, оформленные как диалоги. Игровой интерфейс скрыт по умолчанию для большего погружения в мир игры. В игре нет элементов экшена и стелса, как в Dreamfall.
Хотя в Dreamfall Chapters линейный сюжет и одна концовка, по мере прохождения игроку придётся принимать важные решения, последствия которых станут очевидны гораздо позже по сюжету игры. Специальная «социальная» функция позволит игрокам, не покидая игры, узнавать (до или после принятия решения), какой выбор в той или иной ситуации сделали другие игроки. Эта статистика хранится в глобальной базе данных, независимо от платформы, и её можно отключить в любой момент. Кроме того, игра предупреждает игрока о сюжетных решениях специальным символом «Баланс сместился» (англ. The balance has shifted), даже в офлайне. Внутриигровой журнал, наподобие дневника Эйприл Райан из первой части, автоматически обновляется по мере развития сюжета.

## Содержание

### Предыстория
В вымышленной вселенной The Longest Journey Земля является одним из бесчисленных параллельных миров, сотворённых из снов изначального существа по имени Люкс, Первый Сновидец (англ. Lux, the First Dreamer). Земля (вернее, «Старк», как её называют в играх) — мир науки и логики, находящийся в Равновесии со своим магическим миром-близнецом Аркадией, которая была отделена от него двенадцать тысяч лет назад непроходимым Разделом. Действие игры начинается в 2220 г. н. э., и её антагонистом оказывается Брайан Вестхаус, путешественник из Старка, который, оказавшись в Аркадии и отчаявшись найти путь домой, пытается насильно воссоединить Миры-Близнецы, уничтожив всю магию с помощью Бессонного (англ. Undreaming) — разрушительного антипода Люкса. Усиливая его энергией снов, Вестхаус под личиной «Пророка» возглавил заговор между вероломными чиновниками Империи Азади в Аркадии и честолюбивой учёной из Старка по имени Хелена Чан. В Аркадии Пророк и Азади завоевали город Меркурию, чтобы построить в нём «Машину» (англ. Engine) — колоссальное хранилище для снов, украденных у жителей Старка с помощью изобретённой Чан технологии осознанных сновидений, т. н. Дримашин (англ. Dreamachines). Однако Чан в тайне от Пророка планировала сама захватить собранную энергию и перестроить вселенную, для чего генетически сконструировала Сновидцев (англ. Dreamer) — детей со способностями, сравнимыми с Люксом. Первого из них Чан сочла неудачей и отдала на воспитание своему бывшему сообщнику, Габриэлю Кастильо, который вырастил ребёнка, Зои, как собственную дочь.
В Dreamfall двадцатилетняя Зои попыталась помешать планам японской мегакорпорации WatiCorp, одного из спонсоров исследований Чан, использовать Дримашины для установления тотального контроля над Старком, но Чан снова нашла её и ввела в искусственую кому. В то же время в Аркадии агент Императриц Азади по имени Киан Альване безуспешно расследовал коррупцию в Меркурии, но был сам обвинён заговорщиками в измене и заключён в тюрьму. В Chapters, их сюжетные линии разворачиваются независимо друг от друга вплоть до пятой книги, в которой они сплетаются воедино с линией последнего игрового персонажа, Саги.

### Сюжет
Поместив Зои в кому, Чан перевезла её тело в секретную лабораторию в Мумбаи, в то время как сознание девушки оказалось запертым в Мире Снов вместе с миллионами неспособных больше проснуться пользователей Дримашин. Используя способности Сновидца, Зои пытается разбудить саму себя, но вместо этого создаёт вторичное физическое тело в Старке, в котором, потеряв память о своих приключениях, начинает новую жизнь в мегаполисе Европоль. Под тайным наблюдением агентов Wati и Чан, Зои записывается агитатором перед предстоящими выборами, но вскоре узнаёт, что все партии на них, в том числе и её собственная, подкуплены Wati. Чтобы вывести из предвыборной гонки единственную неподкупную партию, Wati подталкивают одну из её активисток и подругу Зои, Нелу, к теракту против полиции. Зои не удаётся её остановить, но контузия от взрыва возвращают ей часть утраченных воспоминаний. В надежде вернуть оставшиеся Зои подключается к Дримашине, из-за чего её вторичное тело переносится из Старка в Аркадию, где она отправляется на поиски спящего Люкса в компании своего старого компаньона-птицы Ворона. Умирающий Люкс делает Зои своей наследницей и передаёт ей всё своё могущество, что позволяет ей, наконец, разбудить своё первичное тело в Мумбаи. Там она вновь встречает своих «родителей», но Чан успевает снова усыпить её, собираясь использовать её новоприобретённые способности в своих целях.
Тем временем в Меркурию прибывает одна из Императриц Азади в сопровождении генерала Хами и Матушки Утаны — учителя и приёмной матери Киана, соответственно. Не желая их встречи, сообщники Пророка пытаются казнить Киана без суда, но противостоящие Азади повстанцы организовывают ему побег, чтобы завербовать его в свои ряды. На одном из заданий повстанцев Киан встречает беспризорника-долмари Бипа, который помогает ему раскрыть план облавы на магическое гетто. Повстанцам не удаётся предотвратить облаву, и Азади депортируют сотни нечеловеческих обитателей гетто, в том числе Бипа, в удалённые лагеря смерти. Идя по их следу, Киан добывает неопровержимые доказательства геноцида магических народов руками Азади, с помощью которых убеждает Хами свергнуть коррумпированные власти Меркурии, прежде чем те запустят свою Машину. Вернувшись в город, они ведут выживших повстанцев и преданных Хами солдат на штурм дворца. Ворон, только что вернувшийся из путешествия с Зои, показывает Киану тайный ход в центр управления Машиной, но их диверсию предотвращает Утана, которая оказывается сообщницей Пророка и смертельно ранит Киана. Затем Пророк лично сворачивает шею Ворону и запускает Машину.
Третья сюжетная линия начинается в прологе, когда Эйприл Райан, погибшая в конце Dreamfall, перерождается в девочке по имени Сага в таинственном Доме Всех Миров, находящемся вне всех измерений и времён мультивселенной. Мать Саги пропадает без вести вскоре после её рождения, и хотя её отец прикладывает все усилия, чтобы подавить унаследованные ей способности к путешествиям между мирами, Сага убегает из дома в 14 лет и, как Эйприл до неё, со временем становится исполнительницей бесчисленных пророчеств. Выполняя одно из них, она прибывает в Аркадию и исцеляет алхимическим зельем Киана, которого Утана и Пророк бросили умирать. Зои, тем временем, возвращается в Мир Снов, где призрак Ворона помогает ей разобраться в планах Пророка, прежде чем уйти в иной мир вместе с призраком Эйприл. Используя силу Люкса, Зои снова будит своё тело в Мумбаи, как раз когда Сага открывает портал (англ. Shift) туда из центра управления Машиной. Зои передаёт всё, что узнала, Киану и помогает раскаявшемуся инженеру-азади саботировать Машину, в то время как Киан убивает Ропера Клакса, сообщника Пророка, в теле которого тот заточил Бессонное. Освободившееся Бессонное захватывает тело Пророка и переносит его в Старк, где Зои воссоединяет его с Люксом, тем самым восстановив Равновесие между творением и разрушением, и теряет сознание. В Меркурии повстанцы истребляют сообщников Пророка, но Утане удаётся скрыться вместе с Императрицей. Сага отыскивает тело Ворона и уносит его в другой мир.
Неделю спустя Киан покидает Меркурию в погоне за Утаной. По пути к нему присоединяется Сага и, исполняя очередное пророчество, требует удочерить её, так как им обоим предначертано сыграть значительную роль в грядущей Войне за Равновесие, которая будет предшествовать воссоединению Миров-Близнецов. Зои тем временем приходит в себя в больнице и примиряется с Габриэлем. Ещё пять лет спустя Киан и Сага правят в столице Азади, а Зои наслаждается мирной жизнью в Касабланке и готовится стать матерью. В эпилоге, через много лет после воссоединения Миров, давно состарившаяся Сага, теперь зовущаяся «Леди Альване», предаётся воспоминаниям о своих странствиях и беседует с перерождённым Вороном в Доме Всех Миров. Затем она садится в кресло и, когда за её спиной открывается портал, приветствует вышедшую из него Эйприл, повторяя сцену их встречи из оригинальной The Longest Journey.

### Тематика
Подзаголовок «Chapters» (рус. «Главы») отсылает к лейтмотиву игры, который Рагнар Тёрнквист обозначил как «главы/периоды жизни» и «жизнь по главам» — таким как рождение, взросление и смерть. Сюжет игры охватывает почти год жизни главных героев, от весны до зимы, и разделён на тринадцать глав (как и предыдущие части) или пять «книг», каждая из которых соответствует определённому периоду жизни, например, первая — рождению (и перерождению). Изначально планировались три книги, соответствующие также лету, осени и зиме, но их стало больше по мере того, как разрастался сам сюжет.
Ещё одна повторяющаяся тема в игре — истории как таковые и то, как они воплощаются в жизнь. Мир Снов в игре — это «место, где начинается каждая история и где сны становятся явью», и разработчики умышленно проводят параллели между ним и австралийской мифологией. Один из персонажей игры, Хелена Чан, прямым текстом отождествляет Мир Снов с мифологическим «временем сновидений».
Вся серия The Longest Journey основана на детерминистском мировоззрении, сравнивающем жизнь с путешествием, в котором человек может свободно выбирать свой путь, но так или иначе всегда приходит к одной и той же предопределённой цели. В Dreamfall Chapters это отражается в сюжетных решениях, которые приходится принимать игровым персонажам и которые влияют на сюжет игры, но не на её концовку.
Мегаполис Европоль в игре — это «Европа, расплачивающаяся, наконец, за века империализма, реакции, расточительства и индустриализации». В одном из интервью Тёрнквист подтвердил, что «в Dreamfall Chapters определённо присутствует элемент политической критики, так же как и в Dreamfall».

## История разработки

### Подготовка
Funcom, компания-разработчик оригинальных The Longest Journey и Dreamfall, изначально анонсировала Dreamfall Chapters 1 марта 2007 года, менее чем через год после выхода предыдущей части. Однако несмотря на то, что сюжет игры был уже готов к этому моменту, начало активной разработки пришлось отложить до конца 2012 года, так как вся команда, работавшая над Dreamfall (включая Тёрнквиста), была переброшена на создание новой ММОРПГ Funcom — The Secret World.
1 ноября 2012 года пресс-служба Funcom объявила, что Рагнар Тёрнквист основал собственную студию под названием Red Thread Games, которая займётся разработкой Dreamfall Chapters. Так как онлайн-игры стали основным направлением Funcom, компания лицензировала права на серию The Longest Journey студии Тёрнквиста, позволив им профинансировать и выпустить игру независимо от издателей. Хотя Тёрнквист не переманивал других сотрудников Funcom в свою новую студию, ему удалось нанять значительную часть создателей Dreamfall, уволенных из Funcom ранее. Кроме того, RTG договорились о партнёрстве с норвежской Blink Studios, которая состоит из бывших сотрудников Funcom, также работавших над Dreamfall, и уже имела значительный опыт в работе с движком Unity.

### Финансирование
После изначального анонса игры, Норвежский кинофонд выделил Funcom грант на «изучение методов онлайн-доставки эпизодического контента», который был бы использован для финансирования ранних стадий разработки, однако после заморозки проекта этот грант был полностью возвращён фонду. Норвежский институт кино, унаследовавший функции расформированного в 2008 году кинофонда, предоставил Red Thread Games грант размером в 1 миллион крон (ок. 174 тысяч долларов США), чтобы начать разработку Dreamfall Chapters в ноябре 2012 года. 30 мая 2013 Норвежский институт кино выделил дополнительный грант на разработку игры в размере 1.5 миллиона крон (ок. 257 тысяч долларов), а год спустя — ещё 2 миллиона (ок. 336 тысяч долларов).
Тридцатидневная кампания по сбору средств на игру была открыта на сайте Kickstarter 8 февраля 2013 года с минимальной целью в 850 тысяч долларов. В течение кампании к официальному названию игры, Dreamfall Chapters, был временно добавлен подзаголовок The Longest Journey с целью лучшей узнаваемости бренда. Общую сумму, необходимую на разработку, создатели оценивали в 1 миллион долларов (для сравнения, бюджет Dreamfall составил 5 миллионов, а оригинальной TLJ — от 2 до 3 миллионов) и планировали дополнить средства, собранные на Kickstarter, собственными сбережениями и дополнительными грантами. Перед началом кампании RTG несколько месяцев изучали опыт предыдущих успешных проектов, прежде всего Pillars of Eternity и Broken Sword: The Serpent’s Curse. Кампания достигла своей минимальной цели 16 февраля — намного быстрее ожиданий разработчиков — и завершилась 10 марта, собрав 1 538 425 долларов США, то есть, 180 % от изначальной цели. Кроме того, более 34 тысяч было собрано через PayPal на момент окончания кампании, и Red Thread Games продолжила сбор пожертвований по этому каналу до 10 октября 2014, когда появилась возможность оформить на игру предварительный заказ.
После достижения минимальной цели на Kickstarter для привлечения дополнительных средств был объявлен ряд сверхплановых целей «на вырост», часть из которых была в итоге достигнута: порт игры на Linux и Mac OS X, более развёрнутый сюжет с дополнительными персонажами и локациями, улучшенный саундтрек, интерактивный комикс, немецкая и французская локализации и звуковая дорожка с комментариями разработчиков. Если бы кампания собрала больше 2 миллионов долларов, Red Thread Games одновременно с Dreamfall Chapters начали бы подготовительную работу над The Longest Journey Home (рус. «Бесконечное путешествие домой») — двухмерным point-and-click квестом с Эйприл Райан в главной роли, чей сюжет закрыл бы десятилетний пробел между оригинальной TLJ и Dreamfall и завершил бы сюжетную линию Эйприл после событий Chapters. Но поскольку эта дополнительная цель достигнута не была, планы разработки TLJH были полностью остановлены. Незадолго до выхода последнего эпизода Chapters Тёрнквист объявил, что «The Longest Journey Home, скорее всего, уже никогда не увидит свет… разве что в очень далёком будущем».

### Разработка
Самый первый рабочий прототип Dreamfall Chapters был создан прямо во время кампании на Kickstarter и использован для записи ранних трейлеров. Столь быстрая итерация (для сравнения, на создание подобного прототипа для Dreamfall ушло полгода) стала возможна благодаря применению готового движка Unity 4. Кроме того, RTG приняли решение свести к минимуму разработку собственных внутриигровых систем (диалоги, сюжетные решения, «социальная» функция) и в остальном положиться либо на готовые функции движка (анимация, физика), либо на купленные через Asset Store материалы (3D модели, растительность, шейдеры, фильтры и т. д.) и инструментарии (Playmaker, NGUI, Daikon Forge). Выигранные за счёт этого ресурсы были вложены в создание игрового контента, такого как локации, персонажи и спецэффекты. Наибольшие трудности создателям доставила разработка графического интерфейса и управления (например, полноценный point-and-click интерфейс создавался, но был забракован уже на ранних стадиях работы), а также алгоритмов передвижения для неигровых персонажей.
Во время кастинга многих актёров, озвучивавших персонажей в Dreamfall (в том числе обоих игровых), заменили на новых. В частности, несмотря на то, что Элли Конрад-Ли, сыгравшая в оригинале Зои Кастильо, выражала готовность вернуться к этой роли, в Chapters её исполнила Шарлотта Ричи. Роль же Киана Альване сыграл Николас Болтон, заменив Гэвина О’Коннора. Озвучивавшая в предыдущих частях Эйприл Райан Сара Хамильтон должна была вернуться в Chapters, но отсутствует в финальных титрах. Свои прежние роли сыграли только Роджер Рейнс и Ральф Байерс: первый озвучивал Ворона, а второй — Брайана Вестхауса и Ропера Клакса во всех трёх играх серии. Последнего игрового персонажа Chapters, Сагу, сыграли Ава Хан, Элинор Мацуура и Сьюзэн Браун (в детском, взрослом и преклонном возрасте, соответственно).
RTG продемонстрировали рабочую версию игры 22 июня 2013 на выставке Rezzed в Бирмингеме, рассказав о своих представлениях о т. н. «игровых пространствах» (англ. game space) и сюжетных решениях, предстоящих игрокам, а также о «социальной» функции, которая позволит им узнавать о решениях других игроков. Продемонстрированный на выставке уровень представлял собой часть Европоля, расположенную на месте современной Праги. К октябрю 2013 RTG завершили работу над «вертикальным срезом» игры — получасовой демоверсией, включающей в себя все основные элементы игрового процесса и один уровень, посвящённый побегу Киана из Монашьей Темницы (англ. Friar's Keep). Её публичный показ состоялся в ноябре 2013 на конвенте Journeycon в Осло. Там же был объявлено, что над саундтреком к игре работает Саймон Пуль, главный звукорежиссёр Dreamfall. Пре-альфа-версия игры была завершена 6 декабря 2013, при этом альфу и бету планировалось выпустить весной и к концу лета 2014, соответственно. На Game Developers Conference и на выставке EGX Rezzed в марте 2014 был показан новый уровень из альфа-версии, показывающий жизнь Зои в Мире Снов (англ. Storytime) в самом начале игры. Работа над бета-версией началась в мае 2014, и первая из пяти «книг» (состоящая из пролога, двух глав и интерлюдии) была завершена к середине июня. После возвращения к эпизодическому формату в июне 2014 первая книга, Reborn, была выпущена отдельно от остальных 21 октября 2014.
26 августа 2014 разработчики объявили на Kickstarter музыкальный конкурс, на который фанатам серии предлагалось присылать своё творчество, лучшие образцы которого вошли бы в саундтрек игры. Однако уже на следующий день конкурс был отменён после того, как в адрес разработчиков поступили обвинения в «эксплуатации неоплачиваемого труда».
Разработка второй книги, Rebels, заняла больше времени, чем ожидалось. Изначально планировалось выпустить её 24 февраля 2015, но из-за большего объёма по сравнению с первой, технических трудностей с интеграцией эпизодов и необходимости дополнительного тестирования системы «выборов и последствий» (англ. choice-and-consequence) дата релиза сдвинулась сначала на 10, а потом на 12 марта, когда разработчики обнаружили потребовавшие срочной отладки ошибки. Хотя основные вехи сюжета остались неизменными с самого начала работ над игрой, значительная часть диалогов во второй книге была переписана с учётом отзывов игроков после выхода первой.
Несмотря на дополнительное тестирование, в первой опубликованной версии второй книги содержался серьёзный баг, повреждавший сохраненные игры игроков, что отрицательно сказалось на отзывах о третьей книге, Realms. Озвучивание третьего эпизода проходило в течение четырёх недель параллельно в Лос-Анджелесе, Нью-Йорке и Лондоне и завершилось 20 мая 2015, незадолго до анонса его заглавия. По разным причинам несколько разработчиков, включая главного дизайнера Мартина Брусгарда, не могли участвовать в создании третьей книги, поэтому над ней постоянно трудились всего восемь сотрудников RTG, не считая фрилансеров и сотрудников, работавших параллельно над другими проектами студии.
Недостаточная графическая мощность Unity 4 неоднократно становилась поводом для критики первых трёх книг, поэтому в июле 2015 было принято решение разрабатывать четвёртую книгу в новой, пятой версии движка, а также портировать на неё все предыдущие. В силу непредвиденных осложнений этот апгрейд в итоге занял четыре месяца и стоил компании 100—150 тысяч долларов: во всех уровнях игры пришлось заново настраивать освещение, а также переписывать с нуля все шейдеры и скрипты. Кроме того, некоторые из патчей, исправлявших серьёзные ошибки в движке, сами содержали новые ошибки, поэтому разработчикам пришлось полностью остановить работу над четвёртой книгой до окончательного релиза порта первых трёх 23 ноября 2015.
Хотя активная разработка игры завершилась с выходом последней, пятой книги 17 июня 2016, создатели пообещали игрокам долгосрочную техподдержку и выделили для этой цели команду из четырёх сотрудников и нескольких фрилансеров. В числе запланированных на первый квартал 2017 обновлений были немецкая локализация четвёртой и пятой книг, оставшиеся внутриигровые награды для пожертвователей на Kickstarter и апгрейд до окончательной версии игры, The Final Cut, которая также вышла на консолях.
Во время кампании на Kickstarter разработчики обещали, что игра будет последней главой т. н. «Цикла о Сновидце» (то есть истории Зои), но не последней в серии The Longest Journey, однако в ходе разработки ситуация в корне изменилась, и последний эпизод был представлен как финал всей саги в целом. В октябре 2019 Red Thread Games вновь подчеркнули, что «по различным причинам, включая условия лицензионного договора» они больше не работают над серией The Longest Journey/Dreamfall.

### Портирование
Главными целевыми платформами игры являлись Microsoft Windows, Mac OS X и Linux, потому что, по словам разработчиков, ими пользуется основная масса фанатов серии The Longest Journey. На выставке Gamescom 2014 они объявили, что первый консольный порт Chapters будет выпущен на PlayStation 4 и какое-то время останется на ней эксклюзивом среди консолей. Игра поддерживает функцию PS4 Remote Play, таким образом в неё можно играть через PlayStation Vita, однако прямой порт на Vita маловероятен из-за высоких требований к ОЗУ. Одновременно RTG работали над портом для Xbox One, однако текущая политика Microsoft не позволяла публиковать даже бывшие PS4-эксклюзивы на этой платформе. Тем не менее, когда дата выхода игры на консолях была объявлена в декабре 2016, компания-издатель Deep Silver подтвердила, что версия для Xbox One увидит свет одновременно PS4-портом — 24 марта 2017. Позднее дата выхода на консолях сдвинулась на 5 мая 2017, а на ПК — на 21 июля. По словам разработчиков, портирование игры на консоли не представлялось возможным на старой, четвёртой версии Unity, и потому началось только после апгрейда движка до версии 5.2.
Компания Nintendo предложила RTG портировать Dreamfall Chapters на Wii U вскоре после начала активной работы над игрой, но только в июле 2013 студия получила SDK и смогла начать работу над консольной версией. Разработчики считали порт на Wii U «второстепенной» задачей, по сравнению с версиями для главных целевых платформ. Портирование игры на системы iOS и Android было одной из сверхплановых целей на Kickstarter, но достигнута она не была. Разработчики также не исключают портирование игры на планшеты и SteamOS после выхода на целевых системах. С самого начала разработки проводились также эксперименты с технологией виртуальной реальности Oculus Rift, однако использовавшая её версия-прототип опубликована не была.

### Локализации
Язык оригинала игры — английский, также подтверждены переводы на норвежский, немецкий и французский, однако на апрель 2018 года (v5.7.4.4) в Steam-версии игры присутствуют только английский и немецкий дубляж, а также английские, немецкие и французские субтитры. Над переводом игры на немецкий работала венская студия White Rabbit Interactive, а над французским — парижская Words of Magic. При озвучивании немецкой версии, проходившей в Studio Mühl в Гамбурге, возникли значительные задержки (немецкая версия третьего эпизода, например, увидела свет только через шесть недель после английской), так как каждая книга содержит от 25 до 50 тысяч слов, в которые разработчики вносили изменения почти вплоть до релиза.
Компания cdp.pl планировала выпустить польскую локализацию, однако отказалась от этих планов после возвращения игры к эпизодическому формату. В России издателем ритейл-версий игры на консолях выступила компания Бука, однако в официальной локализации на русский язык им было отказано по необъявленным причинам.

## Релиз
| № | Название                   | Дата выпуска                           |
| - | -------------------------- | -------------------------------------- |
| 1 | Reborn («Перерождение»)    | 21 октября 2014                        |
| 2 | Rebels («Повстанцы»)       | 12 марта 2015                          |
| 3 | Realms («Миры»)            | 25 июня 2015                           |
| 4 | Revelations («Откровения») | 3 декабря 2015                         |
| 5 | Redux («Возвращение»)      | 17 июня 2016                           |
| - | The Final Cut              | PS4, XONE: 5 мая 2017 ПК: 21 июля 2017 |

Изначально игру планировалось выпускать по частям (главам), но потом от этих планов отказались, так как длительные перерывы между главами отрицательно сказались бы на темпе повествования. Тем не менее, столкнувшись в июне 2014 с нехваткой времени и средств, разработчики приняли решение вернуться к эпизодическому формату. Первая из пяти «книг» игры, озаглавленная Reborn, вышла 21 октября 2014. Заглавие второй книги было анонсировано 26 ноября 2014, а дата релиза — 19 февраля 2015. Заглавие третьей книги анонсировали 22 мая 2015, а дату релиза — месяцем позже. Заглавие четвёртой книги было объявлено через Twitter и Facebook в конце сентября 2015, а дата релиза — 30 ноября. Заглавие и дата выхода последней, пятой книги были объявлено на Kickstarter 6 апреля и 9 июня, соответственно.
Изначально игра распространялась по интернету, в частности, через Steam, пройдя процедуру отбора инди-игр, Greenlight, в апреле 2013 года. По отдельности эпизоды никогда не продавались, а только в рамках абонемента (англ. season pass) на все пять книг сразу. В 2014 году мюнхенская компания EuroVideo Medien выпустила в Германии эксклюзивную розничную версию первой книги для ПК, в которую входил также Steam-абонемент на остальные эпизоды. После выхода последней книги, Red Thread Games начали работу над окончательным, дополненным и исправленным вариантом всей игры. Эта версия была выпущена 5 мая 2017 немецким издателем Deep Silver на консолях PlayStation 4 и Xbox One (в России — Букой), а на ПК она, под заголовком Dreamfall Chapters: The Final Cut, вышла 21 июля. Летом 2018 года, благодаря уязвимости в защите Steam Web API, стало известно, что точное количество пользователей сервиса Steam, которые играли в игру хотя бы один раз, составляет 186 701 человек.
Ряд эксклюзивных коллекционных изданий различной комплектации (от базового Collector’s Edition до обширного Draic Kin Edition) были предложены в качестве наград для пожертвователей на Kickstarter. Мастер-диск для физического издания игры был проверен, одобрен и отправлен в тираж в феврале 2018. Базовые коллекционные издания были разосланы пожертвователям весной и летом 2018 года, однако более объёмные издания были отсрочены до ноября 2019 из-за задержек в производстве их физических составляющих. Последняя партия физических изданий была отправлена пожертвователям 2 марта 2020.

## Отзывы
| Сводный рейтинг       | Сводный рейтинг                     |
| Агрегатор             | Оценка                              |
| --------------------- | ----------------------------------- |
| GameRankings          | - 74,21 % (Reborn) - 71,10 %        |
| Metacritic            | ПК: 71/100 PS4: 67/100 XONE: 77/100 |
| Иноязычные издания    |                                     |
| Издание               | Оценка                              |
| Adventure Gamers      | 2,5/5                               |
| Русскоязычные издания |                                     |
| Издание               | Оценка                              |
| Riot Pixels           | 80/100                              |

По данным сайта-агрегатора Metacritic, полная версия игры получила от критиков смешанные отзывы на всех платформах. По словам Рагнара Тёрнквиста, всего на апрель 2019 было продано 500 000 копий игры, при этом «по крайней мере половина наших игроков — женщины», что сопоставимо с показателями оригинальной The Longest Journey.
В рецензии игры на сайте Aventure Gamers Эмили Морганти вынесла вердикт, что «Chapters стоит пройти, чтобы узнать, чем закончилась сага [The Longest Journey], но самостоятельно как квест игра критики не выдерживает». Хваля графику и симпатичных персонажей, Морганти, тем не менее, критически отнеслась к «накрученному» сюжету и «зачастую вялому или обескураживающему» игровому процессу, а также к разветвлению сюжета, чей «потенциал так и не был реализован».
Владимир Горячев завершил свой обзор на сайте Riot Pixels словами «сколько бы ни копился негатив от скучных задачек и порой удручающей малобюджетности, повествование начисто смывает его волнами искренних эмоций и ностальгии» и «долгое путешествие наконец подошло к концу, и он достоин 16 лет ожидания», из отрицательных впечатлений отметив только саундтрек игры.